# AviaBellanca Aircraft

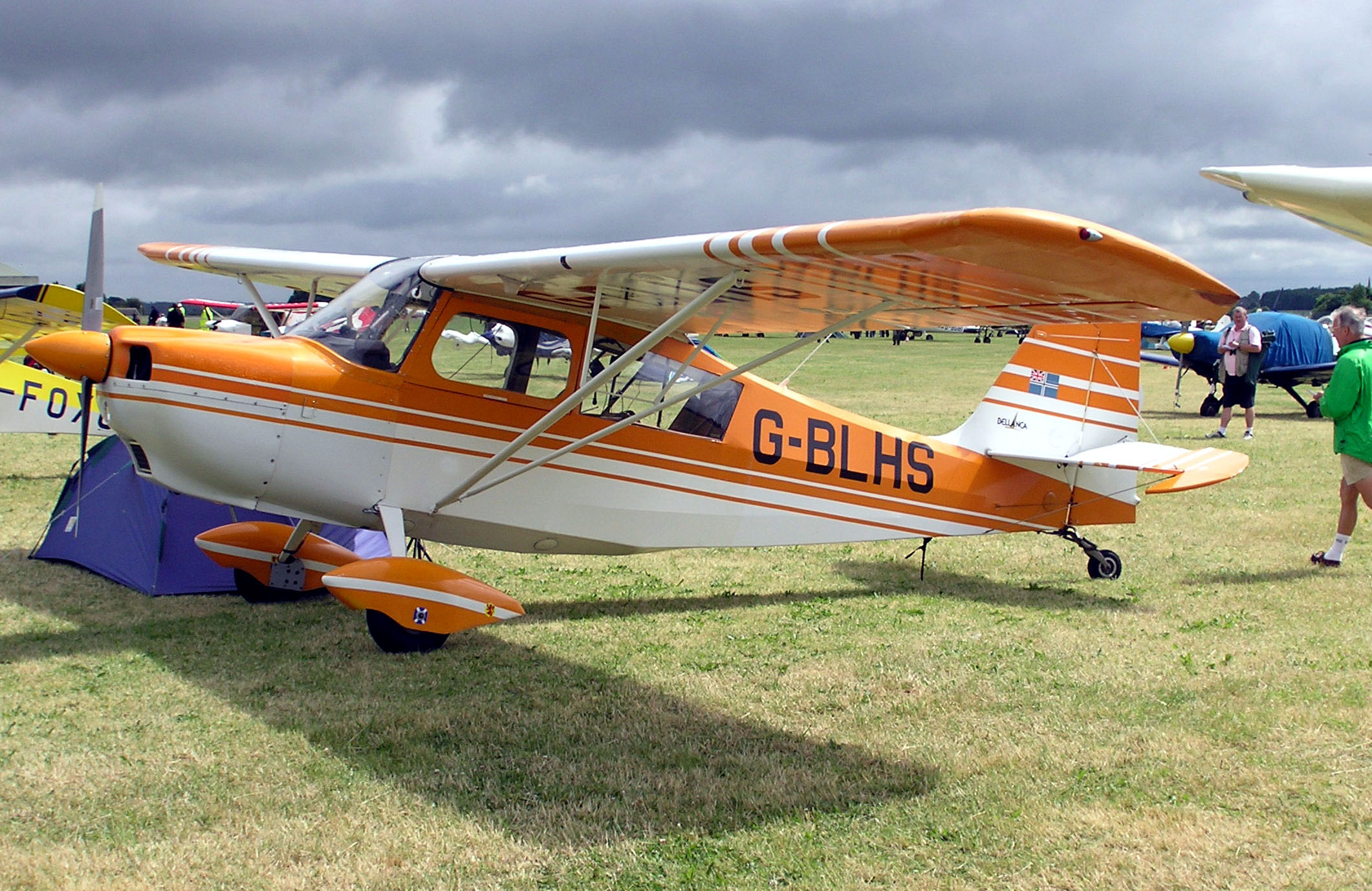
Bellanca 7ECA Citabria, manufacturado en 1980.

AviaBellanca Aircraft Corporation es una compañía estadounidense de diseño y fabricación de aviones. Antes de 1983, se la conocía como Bellanca Aircraft Company. La compañía fue fundada en 1927 por Giuseppe Mario Bellanca.

## Historia
Después de que Giuseppe Mario Bellanca, diseñador y constructor del primer avión de Italia, llegase a los Estados Unidos en 1911, comenzó a diseñar aviones para una serie de firmas, incluyendo las Maryland Pressed Steel Company, Wright Aeronautical Corporation y Columbia Aircraft Corporation. Bellanca fundó su propia compañía, Bellanca Aircraft Corporation of America, en 1927, situándose primero en Richmond Hill, Nueva York, y trasladándose en 1928 a New Castle (Wilmington), Delaware. En los años 20 y 30, los aviones de Bellanca de diseño propio fueron conocidos por su eficiencia y bajo coste de operación, ganando fama debido a vuelos récord de vuelo sostenido y distancia. La primera elección de Lindbergh para su vuelo de Nueva York a París fue un Bellanca WB-2. La insistencia de la compañía en seleccionar a la tripulación condujo a Lindbergh a Ryan.
Bellanca se mantuvo como Presidente y Jefe de la Junta desde la creación de la corporación el último día de 1927 hasta que vendió la compañía a L. Albert and Sons en 1954. Desde ese momento, la línea de Bellanca fue parte de una sucesión de compañías que mantuvieron el linaje de los aviones originales producidos por Bellanca.

## Aviones
Primer vuelo - Modelo/Número militar - Nombre
- 1926 Wright-Bellanca WB-2
- 1928 Bellanca CH-200 Pacemaker
- 1929 Bellanca CH-300 Pacemaker
- 1929 Bellanca TES (Bellanca TES Tandem "Blue Streak", X/NR855E)
- 1930 Bellanca CH-400
- 1930 Bellanca Aircruiser, P, C-27 Aircruiser
- 1932 Bellanca SE
- 1934 Bellanca 28-70
- 1934 Bellanca 77-140
- 1935 Bellanca 31-40
- 1936 Bellanca XSOE
- 1937 Bellanca 28-90
- 1937 Bellanca 28-92
- 1937 Bellanca 14-7
- 1937 Bellanca 17-20 - monoplano de cabina de cinco asientos, no construido
- 1940 Bellanca YO-50
- 1945 Bellanca 14-13 Cruisair Senior
  - 1949 Bellanca Cruisemaster
- 1964 American Champion Citabria
  - 1964 7ECA Citabria (por Champion, antes de la adquisición de Bellanca)
  - 1965 7GCAA Citabria (por Champion, antes de la adquisición de Bellanca)
  - 1965 7GCBC Citabria (por Champion, antes de la adquisición de Bellanca)
- 1967 Bellanca 17-30 Viking
- 1968 7KCAB Citabria (por Champion, antes de la adquisición de Bellanca)
- 1970 8KCAB Decathlon (por Champion, antes de la adquisición de Bellanca)
- 1971 7ACA Champ
- 1973 Bellanca T-250 Aries
- 1974 8GCBC Scout (por Champion, antes de la adquisición de Bellanca)
- 1975 Bellanca 19-25 Skyrocket II

## Aviones individuales famosos
- Lituanica
- Miss Veedol
- The American Nurse (avión)